# Zuzanna Pawlikowska (tenisistka)
Zuzanna Pawlikowska (ur. 27 lutego 2005 we Wrocławiu) – polska tenisistka, złota medalistka młodzieżowych Mistrzostw Polski do lat 23, wicemistrzyni Polski do lat 16.

## Kariera tenisowa
Przygodę z tenisem rozpoczęła w wieku 8 lat pod okiem swojego taty Andrzeja Pawlikowskiego oraz Tomasza Stobieckiego, po próbach w innych dyscyplinach: balecie i pływaniu. Od początku 2021 roku współpracowała z Akademią Tenisową Tenis Kozerki, reprezentowała klub CKT Grodzisk Mazowiecki oraz uczęszczała do Tenisowego Liceum Ogólnokształcącego prowadzonego przez Akademię.
W 2022 roku zdobyła srebrny medal Narodowych Mistrzostw Polski w tenisie. W parze z Zuzanną Bednarz uległy w meczu finałowym duetowi Marcelina Podlińska–Wiktoria Rutkowska 1:6, 6:3, 8–10. Dwa lata później w parze z Podlińską zajęła miejsca 3–4, po przegraniu starcia półfinałowego z Weroniką Ewald i Darią Górską 3:6, 4:6.
W 2023 roku zdobyła Wicemistrzostwo Europy do lat 18 w grze podwójnej w parze z Malwiną Rowińską. W tym samym roku uczestniczyła w trzech juniorskich wielkich szlemach (Roland Garros, Wimbledon oraz US Open). Aby pojechać na juniorski US Open 2023 zorganizowała internetową zbiórkę pieniędzy. Akcja zakończyła się powodzeniem i polska tenisistka wystąpiła w imprezie. Awansowała do najlepszej szesnastki turnieju, ulegając wicemistrzyni Stanów Zjednoczonych do lat osiemnastu Katherine Hui. Zakończyła rywalizację juniorską na 40 miejscu na świecie.
Obecnie Pawlikowska reprezentuje barwy Górnika Bytom. Pierwszy zawodowy tytuł zdobyła w fińskim Savitaipale w sierpniu 2024 roku. Wygrała wówczas turniej ITF rangi 15 000 $. Drugi triumf, tym razem w Szarm el-Szejk w październiku, był okupiony ogromnym wysiłkiem, gdyż mecz finałowy trwał pięć godzin i jedną minutę. Po dwóch przerwach medycznych dla obu stron i wielu długich wymianach Pawlikowska pokonała Sandrę Samir wynikiem 7:5, 6:7(3), 7:5.

## Finały turniejów ITF
| turnieje z pulą nagród 100 000 $ (W100)  |
| turnieje z pulą nagród 80 000 $ (W80)    |
| turnieje z pulą nagród 60 000 $ (W75)    |
| turnieje z pulą nagród 40 000 $ (W50)    |
| turnieje z pulą nagród 25/30 000 $ (W35) |
| turnieje z pulą nagród 15 000 $ (W15)    |

### Gra pojedyncza 3 (2–1)
| Rezultat     |    | Data       | Turniej        | ($)    | Naw.    | Przeciwniczka  | Wynik            |
| Finalistka   | 1. | 19/11/2023 | Szarm el-Szejk | 15 000 | Twarda  | Alisa Kiummiel | 5:7, 6:7(3)      |
| Zwyciężczyni | 1. | 04/08/2024 | Savitaipale    | 15 000 | Ceglana | Nadija Kołb    | 5:7, 6:2, 6:1    |
| Zwyciężczyni | 2. | 27/10/2024 | Szarm el-Szejk | 15 000 | Twarda  | Sandra Samir   | 7:5, 6:7(3), 7:5 |

### Gra podwójna 14 (4–10)
| Rezultat     |     | Data       | Turniej            | ($)    | Naw.          | Partnerka           | Przeciwniczki                            | Wynik           |
| Finalistka   | 1.  | 26/08/2023 | Bydgoszcz          | 25 000 | Ceglana       | Malwina Rowińska    | Dalila Jakupović Nika Radišić            | 4:6, 2:6        |
| Finalistka   | 2.  | 18/11/2023 | Szarm el-Szejk     | 15 000 | Twarda        | Yasmin Ezzat        | Alisa Kiummiel Jekatierina Makarowa      | 4:6, 0:6        |
| Zwyciężczyni | 1.  | 09/03/2024 | Brossard           | 15 000 | Twarda (hala) | Ashton Bowers       | Jessica Bernales Mia Yamakita            | 6:3, 6:3        |
| Finalistka   | 3.  | 16/03/2024 | Montreal           | 15 000 | Twarda (hala) | Ashton Bowers       | Jessie Aney Alice Robbe                  | 7:5, 3:6, 3–10  |
| Zwyciężczyni | 2.  | 13/04/2024 | Szarm el-Szejk     | 25 000 | Twarda        | Salma Drugdová      | Elizaveta Shebekina Daria Zelinska       | 6:4, 6:2        |
| Finalistka   | 4.  | 27/04/2024 | Monastyr           | 15 000 | Twarda        | Patricija Paukštytė | Paris Corley Dasha Ivanova               | 6:7(7), 2:6     |
| Finalistka   | 5.  | 15/06/2024 | Kuršumlijska Banja | 15 000 | Ceglana       | Kaylah McPhee       | Aleksandra Szubładzie Ksienija Łaskutowa | 4:6, 5:7        |
| Finalistka   | 6.  | 31/08/2024 | Kuršumlijska Banja | 15 000 | Ceglana       | Tea Nikčević        | Katerina Tsygourova Draginja Vuković     | 5:7, 6:7(2)     |
| Finalistka   | 7.  | 07/09/2024 | Kuršumlijska Banja | 15 000 | Ceglana       | Katerina Tsygourova | Michaela Bayerlová Stefania Bojica       | 2:6, 2:6        |
| Zwyciężczyni | 3.  | 05/10/2024 | Szarm el-Szejk     | 15 000 | Twarda        | Sandra Samir        | Darija Jegorowa Anastasija Gasanowa      | 6:3, 6:4        |
| Finalistka   | 8.  | 12/10/2024 | Szarm el-Szejk     | 15 000 | Twarda        | Mara Gae            | Mia Mack Vivien Sandberg                 | 4:6, 6:3, 10–12 |
| Finalistka   | 9.  | 26/10/2024 | Szarm el-Szejk     | 15 000 | Twarda        | Yasmin Ezzat        | Alisa Kiummiel Jekatierina Makarowa      | 2:6, 4:6        |
| Finalistka   | 10. | 23/11/2024 | Santo Domingo      | 25 000 | Twarda        | Tiphanie Lemaître   | Jasmijn Gimbrère Stéphanie Visscher      | 6:4, 5:7, 6–10  |
| Zwyciężczyni | 4.  | 15/03/2025 | Szarm el-Szejk     | 15 000 | Twarda        | Carolyn Ansari      | Elena-Teodora Cadar Izabełła Szinikowa   | 6:4, 6:0        |